# Cinnamomum glauciphyllum
Cinnamomum glauciphyllum är en lagerväxtart som beskrevs av A. J. G. H. Kostermans. Cinnamomum glauciphyllum ingår i släktet Cinnamomum och familjen lagerväxter. Inga underarter finns listade i Catalogue of Life.